# Wesley Sneijder
Wesley Benjamin Sneijder (n. 9 iunie 1984, Utrecht, Țările de Jos) este un fotbalist neerlandez retras din activitate care a evoluat pe postul de mijlocaș ofensiv. De asemenea, este jucătorul cu cele mai multe prezențe (134) la echipa națională a Țărilor de Jos.

## Familia
Deși Sneijder provine de la academia de juniori a clubului Ajax, el nu este din Amsterdam. S-a născut în Utrecht, într-o familie de fotbaliști: tatăl său era jucător de fotbal, iar fratele său mai mare, Jeffrey, joacă pentru Stormvogels Telstar. Sneijder are și un frate mai tânăr, Rodney Sneijder, care este pe cale să devină profesionist. Jurnaliștii l-au poreclit "pitbull-ul răbdător". 

## Cariera la club

### Ajax
Sneijder a debutat pentru Ajax într-o victorie cu 2-0 împotriva lui SC Excelsior pe 22 decembrie 2002 când managerul Ronald Koeman, având mai mulți accidentați în echipă, l-a convocat, în urma sfatului lui Danny Blind, antrenorul de atunci al echipei de juniori a lui Ajax. Sneijder juca mijlocaș și, ocazional, extremă stânga. În ciuda staturii sale, este puternic cu mingea la picior iar pasează bine, fiind ajutat de faptul că își folosește la fel de bine ambele picioare. Este și un specialist al loviturilor libere și a terminat sezonul Eredivisie 2006-2007 cu un număr de 18 goluri.

### Real Madrid
Pe 12 august 2007, Ajax l-a vândut pe Sneijder la Real Madrid pentru 27 milioane de euro, conform site-ului clubului, acesta devenind unul din cele mai scumpe transferuri ale unui jucător olandez. A fost al doilea din cei trei jucători care au semnat cu Real Madrid pentru sezonul 2007, împreună cu Royston Drenthe și, mai târziu, Arjen Robben. În primul său meci din campionat a marcat golul victoriei în derby-ul madrilen împotriva lui Atlético Madrid. A marcat apoi 2 goluri în următorul meci al lui Real împotriva echipei Villarreal, unul fiind din lovitură liberă.

## Inter Milano
La 27 august 2009 a fost cumpărat de Inter Milano de la Real pentru suma de 15 milioane de euro.

## Galatasaray
La 20 ianuarie 2013 Sneijder a acceptat un contract de 3,5 ani cu Galatasaray pentru suma de 7,5 milioane de euro.

## Echipa națională
Sneijder a debutat la echipa națională a Țărilor de Jos la 30 aprilie 2003 într-un joc împotriva Portugaliei. El este convocat în mod regulat la națională și a făcut parte din echipa participantă la Campionatul Mondial de Fotbal din 2006. El a înscris 5 goluri la cupa mondială din 2010, unde a ajuns în finala cu Spania, dar Țările de Jos a pierdut cu scorul de 0-1.

## Statistici

### Club
la 19 octombrie 2017.
| Club           | Sezon         | Campionat | Campionat | Cupă    | Cupă   | Cupa Ligii1 | Cupa Ligii1 | Europa2 | Europa2 | Altele3 | Altele3 | Total   | Total  |
| Club           | Sezon         | Meciuri   | Goluri    | Meciuri | Goluri | Meciuri     | Goluri      | Meciuri | Goluri  | Meciuri | Goluri  | Meciuri | Goluri |
| -------------- | ------------- | --------- | --------- | ------- | ------ | ----------- | ----------- | ------- | ------- | ------- | ------- | ------- | ------ |
| Ajax           | 2002–03       | 17        | 4         | 3       | 1      | —           | —           | 3       | 0       | —       | —       | 23      | 5      |
| Ajax           | 2003–04       | 30        | 9         | 1       | 0      | —           | —           | 7       | 1       | —       | —       | 38      | 10     |
| Ajax           | 2004–05       | 30        | 7         | 3       | 1      | —           | —           | 7       | 0       | 1       | 1       | 41      | 9      |
| Ajax           | 2005–06       | 19        | 5         | 3       | 2      | —           | —           | 7       | 4       | 2       | 1       | 31      | 12     |
| Ajax           | 2006–07       | 30        | 18        | 4       | 1      | —           | —           | 9       | 1       | 4       | 2       | 47      | 22     |
| Ajax           | Total         | 126       | 43        | 14      | 5      | —           | —           | 33      | 6       | 7       | 4       | 180     | 58     |
| Real Madrid    | 2007–08       | 30        | 9         | 2       | 0      | —           | —           | 5       | 0       | 1       | 0       | 38      | 9      |
| Real Madrid    | 2008–09       | 22        | 2         | 2       | 0      | —           | —           | 4       | 0       | 0       | 0       | 28      | 2      |
| Real Madrid    | Total         | 52        | 11        | 4       | 0      | —           | —           | 9       | 0       | 1       | 0       | 66      | 11     |
| Internazionale | 2009–10       | 26        | 4         | 4       | 1      | —           | —           | 11      | 3       | —       | —       | 41      | 8      |
| Internazionale | 2010–11       | 25        | 4         | 2       | 0      | —           | —           | 9       | 3       | 3       | 0       | 39      | 7      |
| Internazionale | 2011–12       | 20        | 4         | 2       | 0      | —           | —           | 5       | 0       | 1       | 1       | 28      | 5      |
| Internazionale | 2012–13       | 5         | 1         | 0       | 0      | —           | —           | 3       | 1       | —       | —       | 8       | 2      |
| Internazionale | Total         | 76        | 13        | 8       | 1      | —           | —           | 28      | 7       | 4       | 1       | 116     | 22     |
| Galatasaray    | 2012–13       | 12        | 3         | —       | —      | —           | —           | 4       | 1       | —       | —       | 16      | 4      |
| Galatasaray    | 2013–14       | 28        | 12        | 6       | 3      | —           | —           | 7       | 2       | 1       | 0       | 42      | 17     |
| Galatasaray    | 2014–15       | 31        | 10        | 6       | 3      | —           | —           | 6       | 1       | 1       | 0       | 44      | 14     |
| Galatasaray    | 2015–16       | 25        | 5         | 6       | 1      | —           | —           | 8       | 0       | 1       | 0       | 40      | 6      |
| Galatasaray    | 2016–17       | 28        | 5         | 4       | 0      | —           | —           | —       | —       | 1       | 0       | 31      | 5      |
| Galatasaray    | Total         | 124       | 35        | 22      | 7      | —           | —           | 25      | 4       | 4       | 0       | 175     | 46     |
| Nice           | 2017–18       | 2         | 0         | 0       | 0      | 0           | 0           | 2       | 0       | —       | —       | 4       | 0      |
| Total carieră  | Total carieră | 380       | 102       | 48      | 13     | 0           | 0           | 97      | 17      | 16      | 5       | 541     | 137    |